# Апарін Богдан Вікторович
Богда́н Ві́кторович Апа́рін (нар. 23 квітня 1986 р. с. Радісне, Полонський район, Хмельницька область — загинув 27 жовтня 2023 р. поблизу н. п. Роздолівка, Бахмутського району, Донецької обл.) — солдат Збройних сил України, учасник російсько-української війни.

## Життєпис
Народився 23 квітня 1986 року в селі Радісне Полонського району Хмельницької області у багатодітній родині; закінчив місцеву школу.  Мешкав у Великоберезенській громаді
Служив на посаді солдат-радіотелефоніст у підрозділі управління стрілецького взводу, стрілецької роти, стрілецького батальйону.
Загинув,  виконуючи бойове завдання під час удару дроном-камікадзе завданого російськими військовими по позиції.
Похований в с. Радісне, Шепетівського району, Хмельницької області.